# Primuloideae
Primuloideae es una subfamilia de plantas  perteneciente a la familia de las primuláceas. El género tipo es: Primula L. Contiene los siguientes géneros.

## Géneros
- Androsace L.
- Aretia L. = Androsace L.
- Aretia Link = Primula L.
- Bryocarpum Hook. f. & Thomson
- Cortusa L. =~ Primula L.
- Dionysia Fenzl ~ Primula L.
- Dodecatheon L. =~ Primula L.
- Douglasia Lindl. =~ Androsace L.
- Exinia Raf. = Dodecatheon L.
- Gregoria Duby = Androsace L.
- Hottonia L.
- Kaufmannia Regel ~ Cortusa L.
- Omphalogramma (Franch.) Franch. ~ Primula L.
- Pomatosace Maxim.
- Primula L.
- Soldanella L.
- Sredinskya (Stein) Fed. = Primula L.
- Vitaliana Sesl. =~ Androsace L.